# Deutschland Liebt Günther
Deutschland Liebt Günther is een serie korte MTV-filmpjes, ook wel shorts genoemd, uitgezonden in 2005. De serie gaat over de geadopteerde Günther die al een tijdje worstelt met zijn gevoelens en uiteindelijk uit de kast komt tegenover zijn ouders: Hij voelt zich / is eigenlijk een Duitser.
De muziek uit de serie is de schlager Die schwarze Barbara van Heino uit 1975.

## Trivia
- De filmpjes werden onder andere genomineerd voor een prijs tijdens het Filmfestival van Cannes.
- Deutschland Liebt Günther is de voorganger van de latere Das ist so Togo-filmpjes welke een vervolg waren op de Günther-filmpjes.
- De filmpjes zijn gemaakt en bedacht door Hein Mevissen en Diederiekje Bok van John Doe Amsterdam en gefilmd in Nieuw-Zeeland.